# Mastering

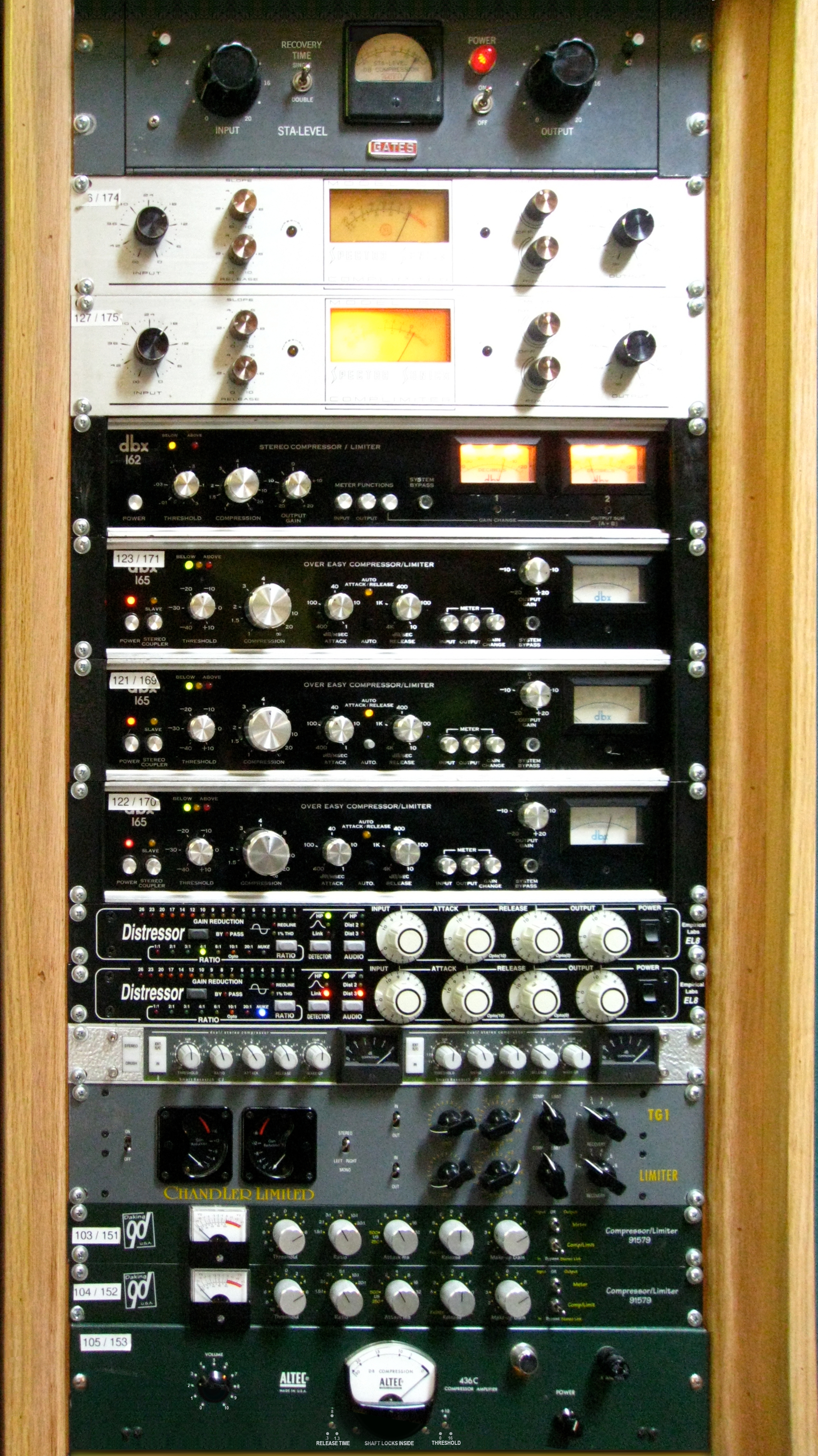
Een rack met compressors.

Mastering is het (tegenwoordig vaak digitaal) afwerken van een (geluids)mix naar een constante totaalklank. Hierbij wordt de verhouding tussen alle frequenties beluisterd en zichtbaar gemaakt en worden er met diverse hulpmiddelen (zoals een equalizer, hardware en software) kleine klankcorrecties gedaan. 
Verder wordt er meestal met een compressor en een limiter voor gezorgd dat het geheel luider gaat klinken en stillere gedeelten dus niet wegvallen. Daarnaast wordt de volgorde van een muziekalbum definitief bepaald, worden de pauzes tussen de nummers aangebracht of worden nummers aan elkaar gezet. Ook wordt er in dit stadium vaak teruggegaan van 24 bit naar 16 bit, aangezien de cd een 16-bitsmedium is en de meeste digitale recorders intern met veel meer bits werken. Tot slot wordt de mix geschikt gemaakt om overal gedraaid te worden. 

## Begrip
Het hier bedoelde begrip moet niet verward worden met de laatste voorbereidende fase van cd-productie, die ook wordt aangeduid als mastering, en omvat de productie van de zogenaamde glassmaster.

## Online mastering
Tegenwoordig wordt steeds vaker de dienst Online mastering aangeboden. Hierbij kan men zijn gemixte muziek uploaden naar een server, waarna deze wordt gemasterd en teruggezet op de server ter beluistering.
Een voordeel kan zijn dat men het resultaat in de eigen omgeving kan beluisteren en eventueel suggesties kan terugkoppelen aan de masteringstudio. Omdat er geen studiotijd wordt geboekt ligt het tarief vaak een stuk lager dan wanneer men fysiek aanwezig is tijdens een mastering sessie. Hier hanteert men vaak een uurtarief.

## Digitale en analoge mastering

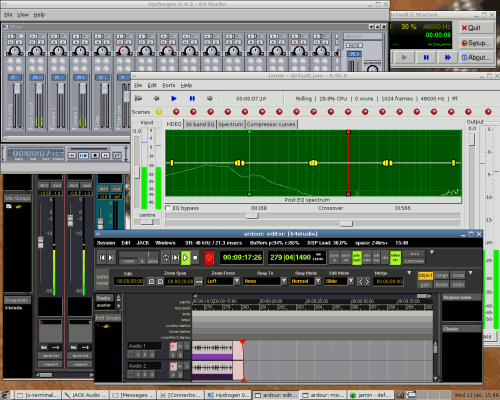
Mastering via software.

Men maakt onderscheid tussen digitale en analoge mastering. In het geval van digitale mastering wordt het bewerken meestal volledig uitgevoerd met behulp van computertechnologie en speciale audiosoftware, de zogenaamde DAW of digitale audiowerkstation. Alle noodzakelijke apparatuur benodigd voor mastering is hier beschikbaar als software plug-in. Deze methode is goedkoop maar is onderhevig aan beperkingen, vooral als het gaat om realtime-mogelijkheden, omdat deze plug-ins een (korte) vertraging veroorzaken. Daarom wordt in professionele studio's bij voorkeur externe DSP-gebaseerde studioapparatuur verwerkt in het signaalpad.
Bij analoge mastering gebruikt de masteringtechnicus analoge apparaten die het signaal via een analoog-digitaalomzetter geschikt maken voor gebruik in een digitale omgeving. Het gebruik van analoge apparatuur elimineert deels artefacten als gevolg van digitale bewerking.
Door de toename van computertechnologie neemt het gebruikt van externe apparatuur af. Steeds meer producenten maken hun hardware ook beschikbaar als softwareversie, die in bepaalde situaties een gelijk mathematisch resultaat geeft.

## Remastering
Als materiaal opnieuw gemasterd wordt (denk bijvoorbeeld aan muziek op een grammofoonplaat die overgezet wordt op een cd), is er sprake van remastering. Het resultaat hiervan wordt een remaster genoemd.